# 大平真理子
大平 真理子（おおだいら まりこ、1987年8月4日 - ）は、テレビ新潟（TeNY）のアナウンサー。

## 人物・来歴
1987年8月4日、新潟県南魚沼市出身（出生地は新潟県十日町市）。 新潟県立六日町高等学校、法政大学社会学部メディア社会学科卒業。
大学1年生の2007年8月、tvkの情報番組「みんなが出るテレビ」（以下・みんテレ）の女子大生レポーターとして出演する。2008年10月、地元・新潟県の十日町雪まつりの第27代ミス十日町雪まつりに選出される。2009年3月4日から2010年1月25日までOha!4 NEWS LIVE（日テレNEWS24（CS）・日本テレビ）に、女子大生リポーター“Oha!4 JD”のメンバーとして週1回出演していた。その当時の愛称はお～ちゃん。
2011年4月、テレビ新潟に入社。みんテレの女子大生レポーターから日本テレビ系列のアナウンサーというケースは井手麻実（現・湘南ケーブルネットワークアナウンサー。元四国放送、青森テレビアナウンサー）以来2人目、法政大学出身のみんテレ女子大生レポーターからでは坂本洋子（元福島放送契約アナウンサー、元静岡第一テレビ、山形放送アナウンサー）以来となる。
2011年4月7日、『夕方ワイド新潟一番』の中継レポーターとしてアナウンサーデビューを飾る。『夕方ワイド新潟一番』では主に新潟駅中継を担当しているが、新潟県内各所にロケーションや生中継で訪れることも多い。
2012年2月2日並びに3月15日には『情報ライブ ミヤネ屋』にリポーターとして出演し、全国ネットに登場した。
2013年4月より夕方ワイド新潟一番内のコーナー「山人（やまんちゅ）」を担当。毎月複数の異なる峰を登山し、冬山も制覇。ガイドである作家の遠藤ケイによりアウトドアの知識を叩き込まれ、日々経験値を蓄積。（地方局の女性アナウンサー向けの企画としては非常に過酷であり、全国的にも他にあまり例が無い。）
2016年2月16日より『夕方ワイド新潟一番』内の新コーナー「ランチ社長とハラペコ秘書」を担当。
2016年3月5日より土曜深夜の新番組「にいがたメチャカワch」の司会を関田将人と共に担当。
2016年4月1日より『夕方ワイド新潟一番』内の新コーナー「日本全国こんげトコに新潟人」を担当。
2017年に結婚し、長女出産に伴う産前産後休業を経て2018年10月に復職している。ちなみにテレビ新潟唯一のママさんアナウンサーでもあり、2023年には次女を出産、アナウンスルームブログ上によると育児休業中。。
2019年7月1日付でアナウンス部から報道局へ異動。
2021年11月、アナウンス部へ復帰。

## 雑記
- 趣味：漫画を読むこと、音楽鑑賞、マラソン、観葉植物を育てること。
- 特技：ジャンベ、ピアノ演奏。

## 過去の出演番組

### 法政大学時代
- みんなが出るテレビ（テレビ神奈川、2007年8月 - 2008年12月23日）
- Oha!4 NEWS LIVE（日テレNEWS24（CS）・日本テレビ、月曜日担当（2009年4月6日から。加入当初は水曜日担当）、2008年3月4日-2010年1月25日）

### テレビ新潟入社後
- 夕方ワイド新潟一番（中継リポーター、アシスタントキャスター）
- スポットニュース（不定期）
- にいがたメチャカワch
- オードリーさん、ぜひ会って欲しい人がいるんです!（中京テレビ制作）（2017年4月-、アシスタント）